# Union Nationale Camerounaise

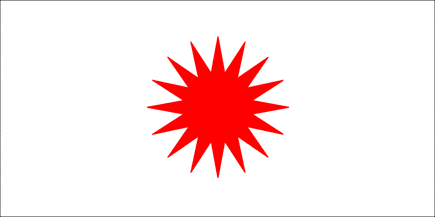
Parteiflagge der Nationalen Kamerunischen Union

Die Nationale Kamerunische Union (französisch Union Nationale Camerounaise oder UNC, englisch Cameroon National Union oder CNU) war Kameruns einzige legale politische Partei bis 1990.

## Geschichte
Die UNC wurde im Jahre 1966 durch die Vereinigung der Kamerunischen Union (Cameroon Union, Union Camerounaise) mit der Kamerun Nationaldemokratische Partei und vier weiterer Kleinparteien gegründet.
Erster Parteivorsitzender wurde Ahmadou Ahidjo, der die Partei bis 1982 führte. Nachdem Präsident Paul Biya  im August 1983 Notstandsgesetze in Kraft treten ließ, trat Ahidjo als Parteiführer zurück. Biya wurde bei einem außerordentlichen Parteikongress im September 1982 zum Parteichef gewählt. Im Jahre 1985 wurde die Kamerunische Nationale Union in Demokratische Sammlung des Kamerunischen Volkes (Cameroon People’s Democratic Movement) umbenannt.